# Upplands runinskrifter 1142
Upplands runinskrifter 1142 är en vikingatida runsten av röd granit i Åbyggeby, Vendels socken och Tierps kommun. Runstenen är 1,45 meter hög och 0,95 m bred vid basen. Runhöjden är 4,5-7,5 centimeter. Inskriften nämner att "Fastulv" rest stenar, i plural. Möjligen avses, förutom runstenen, den bautasten som står i närheten. Stenen är signerad av den berömde runristaren Åsmund Kåresson och Vigmar, som bara, såvitt man vet, ristat denna sten.

## Inskriften
Translitterering av runraden:
fastulfr lit rita stino ' abtiʀ ' huit'haufþa ' fauþur sin ' osmuntr| |risti ['] uk uihmar +
Normalisering till runsvenska:
Fastulfʀ let retta stæina æftiʀ Hvithofða, faður sinn. Asmundr risti ok Vigmarr.
Översättning till nusvenska:
Fastulv lät uppresa stenarna efter Vithövde, sin fader. Åsmund ristade och Vigmar.